# Anthony Van Loo
Anthony Van Loo (Bruges, 5 ottobre 1988) è un ex calciatore belga, di ruolo difensore.

## Statistiche

### Presenze e reti nei club
Statistiche aggiornate al 30 giugno 2017.
| Stagione         | Squadra          | Campionato       | Campionato | Campionato | Coppe nazionali | Coppe nazionali | Coppe nazionali | Coppe continentali | Coppe continentali | Coppe continentali | Altre coppe | Altre coppe | Altre coppe | Totale | Totale | Totale |
| Stagione         | Squadra          | Comp             | Pres       | Reti       | Comp            | Pres            | Reti            | Comp               | Pres               | Reti               | Comp        | Pres        | Reti        | Pres   | Reti   |        |
| ---------------- | ---------------- | ---------------- | ---------- | ---------- | --------------- | --------------- | --------------- | ------------------ | ------------------ | ------------------ | ----------- | ----------- | ----------- | ------ | ------ | ------ |
| 2006-2007        | Roeselare        | D1               | 2          | 0          | CB              | -               | -               | -                  | -                  | -                  | -           | -           | -           | 2      | 0      |        |
| 2007-2008        | Roeselare        | D1               | 22         | 0          | CB              | 4               | 0               | -                  | -                  | -                  | -           | -           | -           | 26     | 0      |        |
| 2008-2009        | Roeselare        | D1               | 17+5       | 0          | CB              | 2               | 0               | -                  | -                  | -                  | -           | -           | -           | 24     | 0      |        |
| 2009-2010        | Roeselare        | D1               | 22+6       | 0          | CB              | 5               | 0               | -                  | -                  | -                  | -           | -           | -           | 33     | 0      |        |
| Totale Roeselare | Totale Roeselare | Totale Roeselare | 63+11      | 0          |                 | 11              | 0               |                    | -                  | -                  |             | -           | -           | 85     | 0      |        |
| 2010-2011        | Mechelen         | D1               | 14+5       | 0          | CB              | 3               | 0               | -                  | -                  | -                  | -           | -           | -           | 22     | 0      |        |
| 2011-2012        | Mechelen         | D1               | -          | -          | CB              | -               | -               | -                  | -                  | -                  | -           | -           | -           | -      | -      |        |
| 2012-2013        | Mechelen         | D1               | 16+5       | 0          | CB              | 1               | 0               | -                  | -                  | -                  | -           | -           | -           | 22     | 0      |        |
| 2013-2014        | Mechelen         | D1               | 8          | 0          | CB              | 1               | 0               | -                  | -                  | -                  | -           | -           | -           | 9      | 0      |        |
| Totale Mechelen  | Totale Mechelen  | Totale Mechelen  | 38+10      | 0          |                 | 5               | 0               |                    | -                  | -                  |             | -           | -           | 43     | 0      |        |
| 2014-2015        | Kortrijk         | D1               | 14+9       | 0          | CB              | 1               | 0               | -                  | -                  | -                  | -           | -           | -           | 24     | 0      |        |
| 2015-2016        | Kortrijk         | D1               | 17+3       | 0          | CB              | 2               | 0               | -                  | -                  | -                  | -           | -           | -           | 22     | 0      |        |
| 2016-2017        | Kortrijk         | D1               | 7+5        | 0          | CB              | 0               | 0               | -                  | -                  | -                  | -           | -           | -           | 12     | 0      |        |
| Totale Kortrijk  | Totale Kortrijk  | Totale Kortrijk  | 38+17      | 0          |                 | 3               | 0               |                    | -                  | -                  |             | -           | -           | 58     | 0      |        |
| Totale carriera  | Totale carriera  | Totale carriera  | 139+38     | 0          |                 | 19              | 0               |                    | -                  | -                  |             | -           | -           | 196    | 0      |        |